# Stefan Kühl
Stefan Kühl (Hamburg, 1966) is onderzoeker en professor in de sociologie aan de Universiteit Bielefeld.

## Levensloop
Van 1988 tot 1994 studeerde Stefan Kühl sociologie, geschiedenis en economie aan de Universiteit Bielefeld, de Johns Hopkins University in Baltimore, de Universiteit van Parijs en de Universiteit van Oxford. 
Vervolgens, van 1995  tot 2004, was hij werkzaam als onderzoeksassistent aan de universiteit van Bangui (Centraal-Afrikaanse Republiek), Maagdenburg en München. 
In 1996 behaalde hij zijn doctoraat in de sociologie aan de Universiteit Bielefeld. In 2003 behaalde hij zijn doctoraat in de economie aan de Technische Universiteit Chemnitz. Vervolgens werkte hij als gasthoogleraar aan de Universiteit van Venetië en de Universiteit van Hamburg. Van 2004 tot 2007 was hij professor in de sociologie aan de Universiteit van de federale strijdkrachten in Hamburg (Helmut Schmidt Universiteit). Sinds 2007 is hij hoogleraar sociologie aan de Universiteit Bielefeld.  

## Onderzoeksgebieden
Stefan Kühl zijn onderzoeksgebieden omvatten de Sociale theorie, sociologie van de organisaties, sociologie van interactie, industriële en arbeidssociologie, sociologie van de beroepen en de geschiedenis van de wetenschap.

## Enkele Publicaties
- Kühl, S. (2003) Exit. Wie Risikokapital die Regeln der Wirtschaft verändert.  Frankfurt, New York: Campus.
- Kühl, S. (2002) The Nazi Connection. Eugenics, American Racism and German National Socialism.  Oxford University Press, 2e editie.
- Kühl, S. (2000) Das Regenmacher-Phänomen. Widersprüche und Aberglauben im Konzept der lernenden Organisation. Frankfurt, New York: Campus.
- Kühl, S. (1997) Die Internationale der Rassisten. Der Aufstieg und Niedergang der internationalen Bewegung für Eugenik und Rassenhygiene im zwanzigsten Jahrhundert.  Frankfurt, New York: Campus.